# Premio Václav Havel per i diritti umani
Il Premio Václav Havel per i diritti umani (Václav Havel Human Rights Prize) è un'onorificenza attribuita dall'Assemblea parlamentare del Consiglio d'Europa, dalla Biblioteca Václav Havel e dalla Fondazione Charta 77, che onora l'eccezionale azione della società civile in difesa dei diritti umani.

## Storia
Il premio viene assegnato in memoria di Václav Havel, l'ex presidente della Cecoslovacchia e della Repubblica Ceca. Sostituisce il Premio per i diritti umani dell'Assemblea parlamentare del Consiglio d'Europa, creato nel 2009 ed assegnato ogni due anni.
Il premio è deciso da una giuria composta dal Presidente dell'Assemblea parlamentare e da sei personalità indipendenti con esperienza in materia di diritti umani. La giuria elabora una rosa di tre candidati ogni anno a settembre, prima di decidere un vincitore assoluto in ottobre. Il premio viene assegnato ad una cerimonia speciale che si svolge durante la sessione plenaria autunnale dell'Assemblea parlamentare a Strasburgo. L'ex first lady ceca, Dagmar Havlová, è invitata a partecipare. Ogni anno, la Biblioteca Václav Havel organizza una conferenza a Praga in onore del vincitore del premio.
Possono essere nominati individui, organizzazioni non governative e istituzioni che lavorano per difendere i diritti umani. Il premio consiste nella somma di 60.000 euro, la metà dei quali proviene dall'Assemblea parlamentare, mentre l'altra metà è fornita dal ministero degli affari esteri ceco.
L'accordo sulla creazione del premio è stato firmato al Palazzo Czernin di Praga il 25 marzo 2013 dal Presidente dell'Assemblea parlamentare del Consiglio d'Europa Jean-Claude Mignon, Marta Smolíková per la Biblioteca Václav Havel e il Professor František Janouch per la Fondazione Charta 77. L'evento è stato ospitato dal Primo Vice Primo Ministro e Ministro degli Affari Esteri della Repubblica Ceca Karel Schwarzenberg.

## Premiati

### Premio Václav Havel per i diritti umani
- L'8 gennaio 2020 la giuria ha reso noto che le candidate per il Premio Václav Havel per i diritti umani 2020 sono:
  - Loujain Alhathloul (Arabia Saudita), una delle dirigenti del movimento femminista saudita. È un’eminente attivista impegnata nella difesa dei diritti delle donne, nota per avere sfidato il divieto delle donne di guidare in Arabia Saudita e per essersi opposta al sistema saudita di tutela maschile. È stata arrestata a più riprese, condannata, e si trova in carcere dal 2018.
  - Le Monache dell'Ordine Drukpa (Nepal), un gruppo di giovani monache buddiste attivamente impegnate nella promozione della parità di genere, della sostenibilità ambientale e della tolleranza interculturale nei loro villaggi di origine nell'Himalaya. Si sono distinte per avere distribuito provviste e beni di prima necessità nei villaggi di difficile accesso dopo il terremoto che ha colpito Kathmandu nel 2015. Le monache dell’ordine Drukpa hanno inoltre impartito corsi di autodifesa alle donne e hanno percorso oltre 20.000 chilometri in bicicletta per protestare contro la tratta di donne e ragazze.
  - Julienne Lusenge (Repubblica democratica del Congo), un’attivista congolese per la difesa dei diritti umani che ha condannato pubblicamente e documentato gli abusi sessuali e gli atti di violenza contro le donne nel suo paese. Ha svolto un ruolo determinante per ottenere la condanna da parte della Corte penale internazionale di Thomas Lubanga per reclutamento forzato di bambini soldato e ha raccolto prove di crimini di schiavitù sessuale nel processo contro Germain Katanga, ottenendo inoltre la condanna di centinaia di autori di violenze nei confronti delle donne a livello nazionale. In svariate occasioni ha ricevuto minacce a causa delle sue attività.[1]
    - Il 16 aprile 2021 è risultata vincitrice Loujain Alhathloul.[2]
- 2019 - Nel 2019 il premio è stato attribuito eccezionalmente a due soggetti, l'intellettuale uiguro Ilham Tohti, proveniente dalla Cina, e all'Iniziativa della gioventù per i diritti umani (Youth Initiative for Human Rights), network non governativo operante in Serbia, Croazia, Montenegro, Bosnia ed Erzegovina e Kosovo. Ilham Tohti ha lavorato per oltre 20 anni per migliorare la situazione della minoranza uigura e per promuovere il dialogo e la comprensione interetnici in Cina. Nel settembre 2014, è stato condannato all'ergastolo. Il Premio è stato ricevuto per suo conto da Enver Can. L'Iniziativa della gioventù per i diritti umani, fondata nel 2003, promuove la riconciliazione attraverso la creazione di una serie di connessioni tra i giovani provenienti da tutti i Balcani e appartenenti a diversi gruppi etnici, regioni e paesi. Lavorando insieme per i diritti umani, mirano a creare legami che possano prevenire il riemergere di conflitti etnici nella regione.[3]
- 2018 - Oyub Titiev, direttore di “Memorial”, Centro per i diritti umani in Cecenia. Ha dato un contributo alla difesa dei diritti umani nella regione riferendo sugli abusi commessi dalle autorità locali.  Il premio gli è stato attribuito mentre era detenuto in carcere.
- 2017 - Murat Arslan, giurista di spicco in Turchia che ha diretto un organo indipendente che rappresenta giudici e pubblici ministeri e un forte sostenitore dell'indipendenza della magistratura nel suo paese.  Il premio gli è stato attribuito mentre era detenuto in carcere ed è stato ritirato per suo conto da un rappresentante del corpo dei magistrati europei MEDEL.
- 2016 - Nadia Murad, attivista yazidi per i diritti umani e candidata al premio Nobel per la pace, che è stata lei stessa rapita dall'ISIS nel nord dell'Iraq, tenuta in schiavitù e maltrattata fino a quando è riuscita a fuggire.
- 2015 - Lyudmila Alexeyeva, storica difensore dei diritti umani e attuale presidente del Gruppo Helsinki di Mosca.
- 2014 - Anar Mammadli, difensore dei diritti umani azero che ha fondato un'organizzazione per il monitoraggio indipendente delle elezioni in Azerbaigian. Il premio gli è stato attribuito mentre era detenuto in carcere ed è stato ritirato per suo conto da suo padre Asaf. Successivamente è stato rilasciato.
- 2013 - Ales' Bjaljacki, attivista per i diritti umani bielorusso e fondatrice del Centro per i diritti umani Viasna. Il premio le è stato attribuito mentre era detenuto in carcere ed è stato ritirato per suo conto dalla moglie Natallia Pinchuk. Successivamente è stato rilasciato.

### Premio per i diritti umani dell'Assemblea parlamentare del Consiglio d'Europa
Premio che ha preceduto il Premio Vaclav Havel per i diritti umani
- 2011 - Comitato contro la tortura (Komitet Protiv Pytok), ONG russa, per il suo lavoro di assistenza alle vittime di gravi violazioni dei diritti umani in Russia e per le indagini indipendenti condotte al fianco di indagini ufficiali di stato, in particolare nella Repubblica cecena.
- 2009 - British Irish Human Rights Watch (ora nota come Rights Watch UK), ONG britannica, per il suo lavoro di monitoraggio della dimensione dei diritti umani del conflitto in Irlanda del Nord e per l'attivismo nel contrasto all'impunità nella regione.